# Mandalasari (Sragi)
Mandalasari is een bestuurslaag in het regentschap Lampung Selatan van de provincie Lampung, Indonesië. Mandalasari telt 2758 inwoners (volkstelling 2010).